# Пузаны (Пермский край)
Пузаны — деревня в составе Соликамского городского округа в Пермском крае.

## Географическое положение
Деревня расположена в правобережной части Соликамского городского округа примерно в 15 километрах по прямой на запад от исторического центра города Соликамск.

## Климат
Климат умеренно континентальный с суровой продолжительной зимой и тёплым коротким летом. Самый холодный месяц — январь со среднемесячной температурой (−15,7 °C), самый тёплый — июль со среднемесячной температурой (+17,4 °C). Продолжительность безморозного периода в среднем составляет 114 дней. Общее число дней с положительной температурой 190. Последний весенний заморозок в среднем наблюдается в конце мая, а первый осенний — в конце второй декады сентября. Среднегодовая температура воздуха −2,2 °C.

## История
До 2019 года деревня входила в состав Касибского сельского поселения Соликамского района, после упразднения этих муниципальных образований стала рядовым населённым пунктом Соликамского городского округа.

## Население
Постоянное население деревни было 0 человек в 2002 году и 2 человека в 2010.